# Paroaria
Paroaria es un género de aves paseriformes perteneciente a la familia Thraupidae que agrupa a especies nativas de América del Sur, cuyas áreas de distribución se encuentran desde el noreste de Colombia, norte de Venezuela y Trinidad hasta Uruguay y el centro de Argentina. Anteriormente se clasificaba en la familia Emberizidae. A sus miembros se les conoce por el nombre común de cardenales o cardenillas.

## Etimología
El nombre genérico femenino «Paroaria» deriva del nombre tupí «Tiéguacú paroára», usado para designar un pequeño pájaro de color amarillo, rojo y gris; baseado en «Paroare» de Buffon (1770–1783).

## Características
Las aves de este género son un grupo distintivo de tráupidos, atractivos y generalmente numerosos, encontrados en una variedad de terrenos semiabiertos, siendo que Paroaria gularis, P. baeri y P. capitata son encontrados con más frecuencia cerca de cursos de agua. Medianos, miden entre 16,5 y 19 cm de longitud. Todos presentan rojo en la cabeza, son de color negruzco o gris por arriba y blanco por abajo.

## Taxonomía
La especie P. nigrogenis era tratada como una subespecie de P. gularis, pero los datos moleculares y morfológicos demostraron que se trataba de especies separadas; este tratamiento fue aprobado en la Propuesta N° 469 Parte A al Comité de Clasificación de Sudamérica (SACC). En la Parte B de la misma propuesta, se rechazó la elevación de P. gularis cervicalis y P. baeri xinguensis a especies plenas por falta de evidencias. Con base en las diferencias de plumaje y la separación geográfica, se propuso nuevamente la separación de P. xinguensis de P. baeri; sin embargo la Propuesta N° 739 al SACC fue rechazada al considerar que las evidencias no son significativas para justificar la separación. Solamente el Comité Brasileño de Registros Ornitológicos (CBRO) considera a ambos taxones (P. cervicalis y P. xinguensis) como especies plenas.
El presente género estuvo anteriormente incluido en la familia Emberizidae, pero fue transferido para Thraupidae, junto a numerosos otros géneros, siguiendo la aprobación de la Propuesta N° 512 al SACC en noviembre de 2011, con base en diversos y robustos estudios genéticos.
Los amplios estudios filogenéticos de Burns et al. (2014) demuestran que el presente género está hermanado con un clado formado por Stephanophorus más el par formado por Cissopis y Schistochlamys, en una subfamilia Thraupinae.

## Lista de especies
Según las clasificaciones del Congreso Ornitológico Internacional (IOC) y Clements Checklist v.2019, el género agrupa a las siguientes especies con el respectivo nombre popular de acuerdo con la Sociedad Española de Ornitología (SEO):
| Imagen | Nombre científico             | Autor                          | Nombre común           | Estado de conservación | Distribución |
| ------ | ----------------------------- | ------------------------------ | ---------------------- | ---------------------- | ------------ |
|        | Paroaria coronata             | (J.F. Miller, 1776)            | cardenilla crestada    | LC                     |              |
|        | Paroaria dominicana           | (Linnaeus, 1758)               | cardenilla dominica    | LC                     |              |
|        | Paroaria nigrogenis           | (Lafresnaye, 1846)             | cardenilla enmascarada | LC                     |              |
|        | Paroaria gularis              | (Linnaeus, 1766)               | cardenilla capirroja   | LC                     |              |
|        | Paroaria (gularis) cervicalis | P.L. Sclater, 1862             | cardenal de Bolivia    | NE                     |              |
|        | Paroaria baeri                | Hellmayr, 1907                 | cardenilla frentirroja | LC                     |              |
|        | Paroaria (baeri) xinguensis   | Sick, 1950                     | cardenal del Xingú     | NE                     |              |
|        | Paroaria capitata             | (d'Orbigny & Lafresnaye, 1837) | cardenilla piquigualda | LC                     |              |